# The Days (film)
Pour les articles homonymes, voir The Days.
Pour plus de détails, voir Fiche technique et Distribution.
The Days (冬春的日子, Dōngchūn de rìzǐ) est un film chinois réalisé par Wang Xiaoshuai, sorti en 1993.

## Fiche technique
- Titre original : 冬春的日子, Dōngchūn de rìzǐ
- Titre anglais : The Days
- Réalisation et scénario : Wang Xiaoshuai
- Photographie : Wu Di et Liu Jie
- Pays d'origine : Chine
- Format : Noir et blanc - 1,37:1 - Mono
- Genre : drame
- Date de sortie : 1993

## Distribution
- Liu Xiaodong
- Lou Ye
- Yu Hong